# Cardonnette
Cardonnette ist eine französische Gemeinde mit 514 Einwohnern (Stand 1. Januar 2022) im Département Somme in der Region Hauts-de-France. Sie gehört zum Arrondissement Amiens und zum Kanton Amiens-2. Die Bewohner werden Cardonnettois und Cardonnettoises genannt.

## Geografie
Cardonnette liegt in der Landschaft Amiénois im Zentrum des Départements, etwa acht Kilometer nordwestlich von Amiens.
Umgeben wird Cardonnette von den fünf Nachbargemeinden:
| Coisy        | Rainneville                                 | Saint-Gratien |
|              | Kompassrose, die auf Nachbargemeinden zeigt |               |
| Poulainville |                                             | Allonville    |

## Geschichte
Das Dorf wird bereits 1279 unter dem Namen „Cardonnelle“ erwähnt. Im Mittelalter war die Herrschaft von Cardonnette, die Picquigny unterstand, in zwei Teile geteilt. Das eine gehörte dem Kollegiatstift von Saint-Martin de Picquigny, der andere einem weltlichen Seigneur, von dem der älteste Adam de Cardonnette war. Diese Herrschaft ging am Ende des Ancien Régime in berühmte Hände über. Im 17. Jahrhundert gehörte sie zunächst der Familie Saveuse und ging dann durch Heirat an die Familien von Montmorency und dann an Lothringen über. Aber Cardonnette hat keine Überreste einer Burg. Das gesamte Dorf stammt aus dem 19. und 20. Jahrhundert, einschließlich der Kirche, die 1895 von Ricquier wieder aufgebaut wurde.

## Bevölkerungsentwicklung
| Cardonnette: Einwohnerzahlen von 1793 bis 2016                                                                             | Cardonnette: Einwohnerzahlen von 1793 bis 2016 | Cardonnette: Einwohnerzahlen von 1793 bis 2016 | Cardonnette: Einwohnerzahlen von 1793 bis 2016 | Cardonnette: Einwohnerzahlen von 1793 bis 2016 |
| --- | ---------------------------------------------- | ---------------------------------------------- | ---------------------------------------------- | ---------------------------------------------- |
| Jahr |                                                |                                                |                                                | Einwohner                                      |
| 1793 | 1793                                           |                                                | 300                                            | 300                                            |
| 1800 | 1800                                           |                                                | 304                                            | 304                                            |
| 1806 | 1806                                           |                                                | 318                                            | 318                                            |
| 1821 | 1821                                           |                                                | 376                                            | 376                                            |
| 1831 | 1831                                           |                                                | 418                                            | 418                                            |
| 1836 | 1836                                           |                                                | 410                                            | 410                                            |
| 1841 | 1841                                           |                                                | 411                                            | 411                                            |
| 1846 | 1846                                           |                                                | 400                                            | 400                                            |
| 1851 | 1851                                           |                                                | 380                                            | 380                                            |
| 1856 | 1856                                           |                                                | 387                                            | 387                                            |
| 1861 | 1861                                           |                                                | 369                                            | 369                                            |
| 1866 | 1866                                           |                                                | 357                                            | 357                                            |
| 1872 | 1872                                           |                                                | 324                                            | 324                                            |
| 1876 | 1876                                           |                                                | 325                                            | 325                                            |
| 1881 | 1881                                           |                                                | 327                                            | 327                                            |
| 1886 | 1886                                           |                                                | 288                                            | 288                                            |
| 1891 | 1891                                           |                                                | 282                                            | 282                                            |
| 1896 | 1896                                           |                                                | 248                                            | 248                                            |
| 1901 | 1901                                           |                                                | 248                                            | 248                                            |
| 1906 | 1906                                           |                                                | 243                                            | 243                                            |
| 1911 | 1911                                           |                                                | 205                                            | 205                                            |
| 1921 | 1921                                           |                                                | 190                                            | 190                                            |
| 1926 | 1926                                           |                                                | 194                                            | 194                                            |
| 1931 | 1931                                           |                                                | 174                                            | 174                                            |
| 1936 | 1936                                           |                                                | 159                                            | 159                                            |
| 1946 | 1946                                           |                                                | 167                                            | 167                                            |
| 1954 | 1954                                           |                                                | 151                                            | 151                                            |
| 1962 | 1962                                           |                                                | 167                                            | 167                                            |
| 1968 | 1968                                           |                                                | 213                                            | 213                                            |
| 1975 | 1975                                           |                                                | 275                                            | 275                                            |
| 1982 | 1982                                           |                                                | 408                                            | 408                                            |
| 1990 | 1990                                           |                                                | 458                                            | 458                                            |
| 1999 | 1999                                           |                                                | 417                                            | 417                                            |
| 2006 | 2006                                           |                                                | 430                                            | 430                                            |
| 2011 | 2011                                           |                                                | 454                                            | 454                                            |
| 2016 | 2016                                           |                                                | 502                                            | 502                                            |
| Quelle(n): EHESS/Cassini bis 1999, INSEE ab 2006 Anmerkung(en): Ab 1962 offizielle Zahlen ohne Einwohner mit Zweitwohnsitz |                                                |                                                |                                                |                                                |

## Sehenswürdigkeiten
- Pfarrkirche Saint-Vaast aus dem ausgehenden 19. Jahrhundert